# Mižlisne
Mižlisne (ukrajinsky Міжлісне) je ves ve Vylocké vesnické komunitě v beherovském okrese Zakarpatské oblasti Ukrajiny. V roce 2001 zde žilo 1409 obyvatel.

## Název
Do roku 1937 se ves jmenovala Nový Verbovec. U příležitosti 100. výročí úmrtí ruského básníka Alexandra Puškina byla ves přejmenována na jeho počest. Dne 19. září 2024 přijala Nejvyšší rada Ukrajiny rozhodnutí o přejmenování vesnice Puškino na Mižlisne.